# Mattia De Sciglio
Mattia De Sciglio  (Milano, 20. listopada 1992.) talijanski je nogometaš koji igra na poziciji desnog beka. Trenutačno je bez kluba.

## Klupska karijera

### Početci karijere
Rodom iz Milana, Mattia De Sciglio je počeo igrati nogomet u Santa Chiara e San Francesco, župnom turističkom centru u općini Rozzano. 2001. je počeo igrati za lokalni amaterski klub Cimiano. Sljedeće godine, u dobi od deset godina, pridružio se omladinskom pogonu A.C. Milana, u kojem je proveo devet sezona. 2010. bio je član reprezentacije igrača do 20 godina koja je osvojila Coppa Italia Primavera.

### 2011./12.
Na početku sezone 2011./12. De Sciglio je uvršten u prvu ekipu Milana pod vodstvom Massimiliana Allegrija. Svoj debi u profesionalnoj karijeri je ostvario 28. rujna 2011. kada je ušao kao zamjena u utakmici grupne faze Lige prvaka protiv Viktorije Plzeň, koju je Milan osvojio rezultatom 2:0. 6. prosinca našao se prvi puta u početnom sastavu u utakmici protiv iste ekipe koja je završila neriješeno rezultatom 2:2. Četiri mjeseca kasnije, 10. travnja, De Sciglio je također ostvario debi u Serie A, nakon što se našao u početnom sastavu u gostujućoj pobjedi od 1:0 nad ekipom Chieva. Sljedećeg mjeseca, 6. svibnja, odigrao je svoj prvi Milanski derbi protiv gradskih rivala Intera, nakon što je zamijenio ozljeđenog suigrača Boneru.

### 2012./13.
U novoj sezoni 2012./13. De Scigliju je dodijeljen dres s brojem dva, što je on nazvao vrlo važnim zato što su ga u prošlosti nosili veliki igrači Milana, Mauro Tassotti i Cafu, dodajući da se nada da će igrati jednako dobro kao oni. Tijekom prve polovice sezone, De Sciglio je postao redovan igrač u početnoj postavi zahvaljujući nizu uvjerljivih nastupa.

## Reprezentativna karijera
Mattia De Sciglio je nastupio ukupno osam puta za talijansku reprezentaciju igrača do 19 godina starosti između 2010. i 2011. uključujući dva nastupa i jedan pogodak u kvalifikacijama za Europsko nogometno prvenstvo igrača do 19 godina. Nakon toga je počeo predstavljati talijansku reprezentaciju do 20 godina starosti za koju je nastupio pet puta između 2011. i 2012.
Mattia De Sciglio je svoj debi za talijansku reprezentaciju do 21 godine ostvario 25. travnja 2012. nakon što je ušao kao zamjena u prijateljskom ogledu protiv reprezentacije Škotske, kojeg je Italija dobila 4:1.
Manje od četiri mjeseca nakon što je ostvario svoj debi za reprezentaciju do 21 godine, De Sciglio je pozvan u seniorsku reprezentaciju, nakon što ga je izbornik Cesare Prandelli stavio na popis igrača za prijateljsku utakmicu protiv Engleske. Međutim, cijelu utakmicu je proveo na klupi kao neiskorištena zamjena.
De Sciglio je debitirao za seniorsku reprezentaciju 21. ožujka 2013. u prijateljskoj utakmici protiv Brazila, koja je završila 2:2.
Talijanski nogometni izbornik objavio je u svibnju 2016. popis za nastup na Europskom prvenstvu u Francuskoj, na kojem se nalazi De Sciglio.

## Stil igre
Mattia De Sciglio je dešnjak koji igra na poziciji krilnog braniča, ali također može igrati i na lijevoj strani. Bivši igrač Milana Alberigo Evani, koji je trenirao De Sciglia tijekom sezone 2007./08. ga je opisao kao "brzog igrača s dobrom tehnikom" i kao "svestranog nogometaša."

## Statistika

### Klupska
Ažurirano 3. travnja 2013.
| Klub            | Sezona          | Liga    | Liga   | Kup     | Kup    | Europa1 | Europa1 | Ostalo2 | Ostalo2 | Ukupno  | Ukupno |
| Klub            | Sezona          | Nastupi | Golovi | Nastupi | Golovi | Nastupi | Golovi  | Nastupi | Golovi  | Nastupi | Golovi |
| --------------- | --------------- | ------- | ------ | ------- | ------ | ------- | ------- | ------- | ------- | ------- | ------ |
| Milan           | 2011./12.       | 3       | 0      | 0       | 0      | 2       | 0       | 0       | 0       | 5       | 0      |
| Milan           | 2012./13.       | 22      | 0      | 1       | 0      | 5       | 0       | –       | –       | 28      | 0      |
| Karijera ukupno | Karijera ukupno | 25      | 0      | 1       | 0      | 7       | 0       | 0       | 0       | 33      | 0      |

1Europska natjecanja uključuju UEFA Ligu prvaka.

2Ostala natjecanja uključuju talijanski superkup.

### International
Ažurirano 3. travnja 2013.
| Italija | Italija | Italija |
| Godina  | Nastupi | Golovi  |
| ------- | ------- | ------- |
| 2013.   | 2       | 0       |
| Ukupno  | 2       | 0       |

## Priznanja

### Klupska
A.C. Milan
- Supercoppa Italiana: 2011.

## Vanjske poveznice
- Mattia De Sciglio profil - acmilan.com
- Mattia De Sciglio statistika[neaktivna poveznica] na Soccerbaseu
- Mattia De Sciglio statistika u talijanskog ligi na aic.football.it
- Mattia De Sciglio reprezentativni nastupi  Arhivirana inačica izvorne stranice od 4. srpnja 2015. (Wayback Machine) na figc.it